# Державний комітет України з питань технічного регулювання та споживчої політики

Офіс Комітету.

Державний комітет України з питань технічного регулювання та споживчої політики (Держспоживстандарт) — центральний орган виконавчої влади України зі спеціальним статусом, що існував з 2002 по 2011 роки.
Держспоживстандарт був утворений з метою підвищення ефективності реалізації державної політики у сфері захисту прав споживачів шляхом перетворення Державного комітету України по стандартизації, метрології та сертифікації (Держстандарту України).
Основними завданнями Держспоживстандарту було: забезпечення реалізації державної політики у сфері захисту прав споживачів, стандартизації, метрології та сертифікації, здійснення управління в цій сфері, а також міжгалузевої координації та функціонального регулювання питань захисту прав споживачів, стандартизації, метрології та сертифікації.
Положення про Держспоживстандарт затверджене 2003 року.
Держспоживстандарт був спеціально уповноваженим центральним органом виконавчої влади у сфері:
- захисту прав споживачів,
- стандартизації,
- метрології,
- підтвердження відповідності[2].

Держспоживстандартом видавався науково-технічний журнал «Стандартизація, сертифікація, якість».
Ліквідований 2011 року в ході адміністративної реформи Президента Януковича. На базі Держспоживстандарту створена Державна інспекція України з питань захисту прав споживачів (Держспоживінспекція України).
Після адміністративної реформи центральним органом виконавчої влади у сфері стандартизації стало Міністерство економічного розвитку і торгівлі України, одним із завдань якого є реалізація державної політики у сфері технічного регулювання — стандартизації, метрології, сертифікації, оцінки (підтвердження) відповідності, управління якістю.
Розпорядженням Кабінету Міністрів України від 26.11.2014 № 1163-р визначено, що функції національного органу стандартизації виконує державне підприємство «Український науково-дослідний і навчальний центр проблем стандартизації, сертифікації та якості» (ДП «УкрНДНЦ»).